# Liste der Monuments historiques in Estivareilles (Allier)
Die Liste der Monuments historiques in Estivareilles (Allier) führt die Monuments historiques in der französischen Gemeinde Estivareilles auf.

## Liste der Bauwerke
| Bezeichnung        | Beschreibung              | Standort | Kennzeichnung | Schutzstatus | Datum | Bild           |
| ------------------ | ------------------------- | -------- | ------------- | ------------ | ----- | -------------- |
| Château du Cluzeau | Schloss, erbaut ab 1705   | (Lage)   | PA03000039    | Inscrit      | 2009  | weitere Bilder |
| Totenlaterne       | Erbaut im 12. Jahrhundert | (Lage)   | PA00093099    | Classé       | 1928  | weitere Bilder |